# Accidente de Piscobamba de 2025
El accidente de Piscobamba de 2025 fue un accidente de tránsito en Perú que tuvo lugar el 3 de enero de 2025, cerca del cañón de Paranko, en la región Áncash, cuando un autobús de la empresa Conchucos Express se desbarrancó en el distrito de Piscobamba, provincia de Mariscal Luzuriaga. Este autobús, que cubría la ruta interprovincial de Lima a Pomabamba, perdió el control y cayó por un precipicio, quedando partido en dos al llegar al río Pacosbamba.

## Desarrollo
El accidente ocurrió a las 08:20 AM del 3 de enero de 2025, cuando el autobús, que viajaba de Lima a Pomabamba, perdió el control y se precipitó, impactando violentamente al llegar al río Pomabamba. La caída arrojó a los pasajeros, quienes quedaron dispersos en las cercanías del accidente. Testigos informaron que el autobús se partió en dos al tocar el agua, y los sobrevivientes fueron expulsados por el impacto.
El primer grupo en llegar al lugar del siniestro fue un grupo de familiares de apellido Rodriguez, quienes viajaban en vehículos particulares cerca del río, estos rápidamente trataron de ayudar a los pasajeros y avisar a las autoridades.
Durante la tarde y noche del 3 de enero, equipos de rescate de la Policía Nacional del Perú (PNP), junto con voluntarios de las comunidades cercanas, comenzaron las labores de búsqueda. Las fuertes corrientes del río y el difícil acceso al lugar del accidente complicaron las tareas de rescate, que se prolongaron durante varios días debido a la magnitud de la tragedia. Simultáneamente, efectivos policiales de Piscobamba y Pomabamba, junto con el equipo de Defensa Civil de Pomabamba, también se trasladaron hacia la zona de la tragedia para reforzar las labores de rescate y garantizar la seguridad en la zona.
El 5 de enero de 2025, tras varios días de búsqueda, se recuperó el cuerpo de Yenny Marisol Sandoval Chávez, odontóloga de EsSalud Pomabamba, quien había sido reportada como desaparecida. Al mismo tiempo, grupos de voluntarios recorrieron las riberas del río Yanamayo, en el distrito de Llama, en busca de más víctimas.

## Reacciones
- El alcalde Carlos Oyola Ayala convocó una reunión el 6 de enero de 2025 para coordinar con los voluntarios locales el esfuerzo de rescate. Durante la reunión, se organizó el suministro de alimentos y transporte para los rescatistas, quienes trabajaban en condiciones difíciles para localizar a los desaparecidos.
- La Superintendencia de Transporte Terrestre de Personas, Carga y Mercancías (Sutran), emitió un comunicado en el que expresaba sus condolencias y solidaridad a las familias que se habían visto afectadas por el accidente ocurrido, a la vez que aseguraron que las causas del incidente están bajo investigación de la PNP y el Ministerio Publico.[12]
- Las autoridades, como el Ministerio de Salud (Minsa), tomaron medidas rápidamente para proporcionar asistencia a los afectados en la región de Áncash. El organismo gubernamental envió un equipo compuesto por un médico y tres enfermeras para ofrecer atención médica a los heridos.[13]
- El director regional de Salud, Ricardo Natividad, destacó: «estamos haciendo todo lo posible para brindar el apoyo y auxilio a todos los afectados». Mientras tanto, la Dirección de Prevención y Control de Emergencias y Desastres coordina acciones desde su centro de monitoreo para garantizar una respuesta efectiva.[14]
- La Asociación de Transportistas Interprovinciales de Áncash solicitó al Gobierno central declarar en emergencia las carreteras de la región tras el trágico accidente de un autobús interprovincial. La petición se basa en la urgente necesidad de mejorar la infraestructura vial, que según los transportistas, presenta serias deficiencias y pone en riesgo la seguridad de los pasajeros que viajan por la región.[15]
- El 14 de enero de 2025, la Policía Nacional del Perú envió a otro equipo de buzos especializados al rio donde se cayo el bus.[16] A la vez que envió a voluntarios de la Sede Lima a buscar a los desaparecidos restantes.[17]

## Impacto y Consecuencias
El accidente de Piscobamba puso en evidencia las malas condiciones de la infraestructura vial en diversas zonas del país. La falta de medidas de seguridad en el transporte interprovincial y la deficiencia en la señalización de carreteras fueron factores determinantes en la magnitud de la tragedia. Las autoridades locales y nacionales enfrentaron críticas por su tardía respuesta a la emergencia, lo que generó un llamado a mejorar los protocolos de coordinación en situaciones de desastre. En Conchucho, ocurrieron ciertas protestas donde se exigía al Ministerio de Transportes y Comunicaciones un mejor asfaltado en las carreteras para evitar otros accidentes fatales, haciendo hincapié al ocurrido en Piscobamba.

## Víctimas
El accidente dejó un saldo de 8 personas fallecidas, 25 heridas y al menos 15 desaparecidas, incluyendo menores de edad, adultos y personas mayores. Según la Dirección Regional de Salud de Áncash (Diresa), las víctimas fueron expulsadas violentamente del vehículo durante la caída. Los equipos de rescate trabajaron sin descanso para localizar a los desaparecidos y asistir a los sobrevivientes.
Hasta el 5 de enero de 2025, un total de 14 heridos fueron trasladados a centros médicos en Huaraz. Los heridos fueron atendidos en el Hospital Víctor Ramos Guardia y en la Clínica San Pablo, donde recibieron atención médica especializada para las lesiones graves sufridas en el accidente.
Lista de fallecidos (confirmados hasta la fecha):
- Villa Reyes Egusquiza
- Maribel Espinoza Vega
- Epifanía de la Cruz Julca
- Margarita Romero Jaramillo
- Dora Fermín Núñez
- Juan Carlos Tarazona
- Alejandro Trujillo Garay